# 本宁根
本宁根是德国巴伐利亚州的一个市镇。总面积11.18平方公里，总人口2017人，其中男性997人，女性1020人（2011年12月31日），人口密度180人/平方公里。